# St. Louis Film Critics Association Awards 2009
La cerimonia della 6ª edizione St. Louis Film Critics Association Awards è stata annunciata il 15 dicembre e celebrata il 21 dicembre 2009.

## Vincitori e candidati

### Miglior film
- Tra le nuvole (Up in the Air), regia di Jason Reitman
- (500) giorni insieme ((500) Days of Summer), regia di Marc Webb
- An Education, regia di Lone Scherfig
- The Hurt Locker, regia di Kathryn Bigelow
- Invictus - L'invincibile (Invictus), regia di Clint Eastwood
- Precious, regia di Lee Daniels
- Up, regia di Pete Docter e Bob Peterson

### Miglior attore
- George Clooney - Tra le nuvole (Up in the Air)
- Jeff Bridges - Crazy Heart
- Ben Foster - Oltre le regole - The Messenger (The Messenger)
- Morgan Freeman - Invictus - L'invincibile (Invictus)
- Patton Oswalt - Big Fan
- Jeremy Renner - The Hurt Locker

### Miglior attore non protagonista
- Christoph Waltz - Bastardi senza gloria (Inglourious Basterds)
- Robert Duvall - The Road
- Woody Harrelson - Oltre le regole - The Messenger (The Messenger)
- Alfred Molina - An Education
- Stanley Tucci - Amabili resti (The Lovely Bones)

### Miglior attrice
- Carey Mulligan - An Education
- Saoirse Ronan - Amabili resti (The Lovely Bones)
- Maya Rudolph - American Life
- Gabourey Sidibe - Precious
- Meryl Streep - Julie & Julia

### Miglior attrice non protagonista
- Mo'Nique - Precious
- Marion Cotillard - Nine
- Vera Farmiga - Tra le nuvole (Up in the Air)
- Anna Kendrick - Tra le nuvole (Up in the Air)
- Mélanie Laurent - Bastardi senza gloria (Inglourious Basterds)
- Samantha Morton - Oltre le regole - The Messenger (The Messenger)

### Miglior regista
- Kathryn Bigelow - The Hurt Locker
- Wes Anderson - Fantastic Mr. Fox
- Oren Moverman - Oltre le regole - The Messenger (The Messenger)
- Jason Reitman - Tra le nuvole (Up in the Air)
- Quentin Tarantino - Bastardi senza gloria (Inglourious Basterds)

### Migliore sceneggiatura
- Scott Neustadter e Michael H. Weber - (500) giorni insieme ((500) Days of Summer)
- Nick Hornby - An Education
- Mark Boal - The Hurt Locker
- Quentin Tarantino - Bastardi senza gloria (Inglourious Basterds)
- Jason Reitman e Sheldon Turner - Tra le nuvole (Up in the Air)

### Miglior fotografia
- Dion Beebe - Nine
- Barry Ackroyd - The Hurt Locker
- Robert Richardson - Bastardi senza gloria (Inglourious Basterds)
- Lu Yue e Li Zhang - La battaglia dei tre regni (赤壁)
- Eduard Grau - A Single Man
- Lance Acord - Nel paese delle creature selvagge (Where the Wild Things Are)

### Migliori musiche
- Nine
- Crazy Heart
- I Love Radio Rock (The Boat That Rocked)
- La principessa e il ranocchio (The Princess and the Frog)
- Up

### Miglior film in lingua straniera
- La battaglia dei tre regni (赤壁), regia di John Woo • Cina
- La banda Baader Meinhof (Der Baader Meinhof Komplex), regia di Uli Edel • Germania
- Coco avant Chanel - L'amore prima del mito (Coco avant Chanel), regia di Anne Fontaine • Francia
- Affetti & dispetti (La nana), regia di Sebastián Silva • Cile
- Treeless Mountain, regia di So Yong Kim • Corea del Sud
- Sin nombre, regia di Cary Fukunaga • Spagna

### Miglior film di animazione
- Up, regia di Pete Docter e Bob Peterson
- Coraline e la porta magica (Coraline), regia di Henry Selick
- Fantastic Mr. Fox, regia di Wes Anderson
- Ponyo sulla scogliera (崖の上のポニョ), regia di Hayao Miyazaki
- La principessa e il ranocchio (The Princess and the Frog), regia di Ron Clements e John Musker

### Migliore scena
- La preparazione del matrimonio all'inizio del film. - Up
- La sequenza che mostra le aspettative contro la realtà. - (500) giorni insieme ((500) Days of Summer)
- La mattina dopo il ballo. - (500) giorni insieme ((500) Days of Summer)
- La scena di apertura della fattoria. - Bastardi senza gloria (Inglourious Basterds)
- La scena di Mo'Nique dall'assistente sociale. - Precious

### Migliori effetti speciali
- Avatar
- District 9
- Amabili resti (The Lovely Bones)
- Star Trek
- Nel paese delle creature selvagge (Where the Wild Things Are)

### Miglior documentario
- Capitalism: A Love Story, regia di Michael Moore
- Anvil! The Story of Anvil, regia di Sacha Gervasi
- Food, Inc., regia di Robert Kenner
- Good Hair, regia di Jeff Stilson
- Tyson, regia di James Toback

### Migliore commedia
- Una notte da leoni (The Hangover), regia di Todd Phillips
- (500) giorni insieme ((500) Days of Summer), regia di Marc Webb
- American Life (Away We Go), regia di Sam Mendes
- I Love Radio Rock (The Boat That Rocked), regia di Richard Curtis
- Benvenuti a Zombieland (Zombieland), regia di Ruben Fleischer

### Film più originale e innovativo
- Avatar, regia di James Cameron
- (500) giorni insieme ((500) Days of Summer), regia di Marc Webb
- District 9, regia di Neill Blomkamp
- Fantastic Mr. Fox, regia di Wes Anderson
- Amabili resti (The Lovely Bones), regia di Peter Jackson